# Margaretha Krook
Margaretha Knutsdotter Krook Hammar, född 15 oktober 1925 i Maria Magdalena församling i Stockholm, död 7 maj 2001 i Oscars församling, Stockholm, var en svensk skådespelare. Hon anses vara en av 1900-talets mest betydande svenska skådespelare med talang för såväl dramatik som komik. Nyårsaftnarna 1997–2000 reciterade hon Alfred Tennysons Nyårsklockan på Skansen, också direktsänt i Sveriges Television.

## Biografi

### Uppväxt och utbildning
Krook var dotter till majoren Knut Krook (1872–1947) och Margareta (född Svensson; 1900–1989). Hon växte upp i Norrtälje. Efter en sejour som flygvärdinna efter andra världskrigets slut flyttade hon från Rom till Stockholm, och utbildade sig till skådespelare vid Dramatens elevskola. Bland hennes klasskamrater fanns Jan-Olof Strandberg, Allan Edwall, Lars Ekborg, Max von Sydow och Jan Malmsjö. 

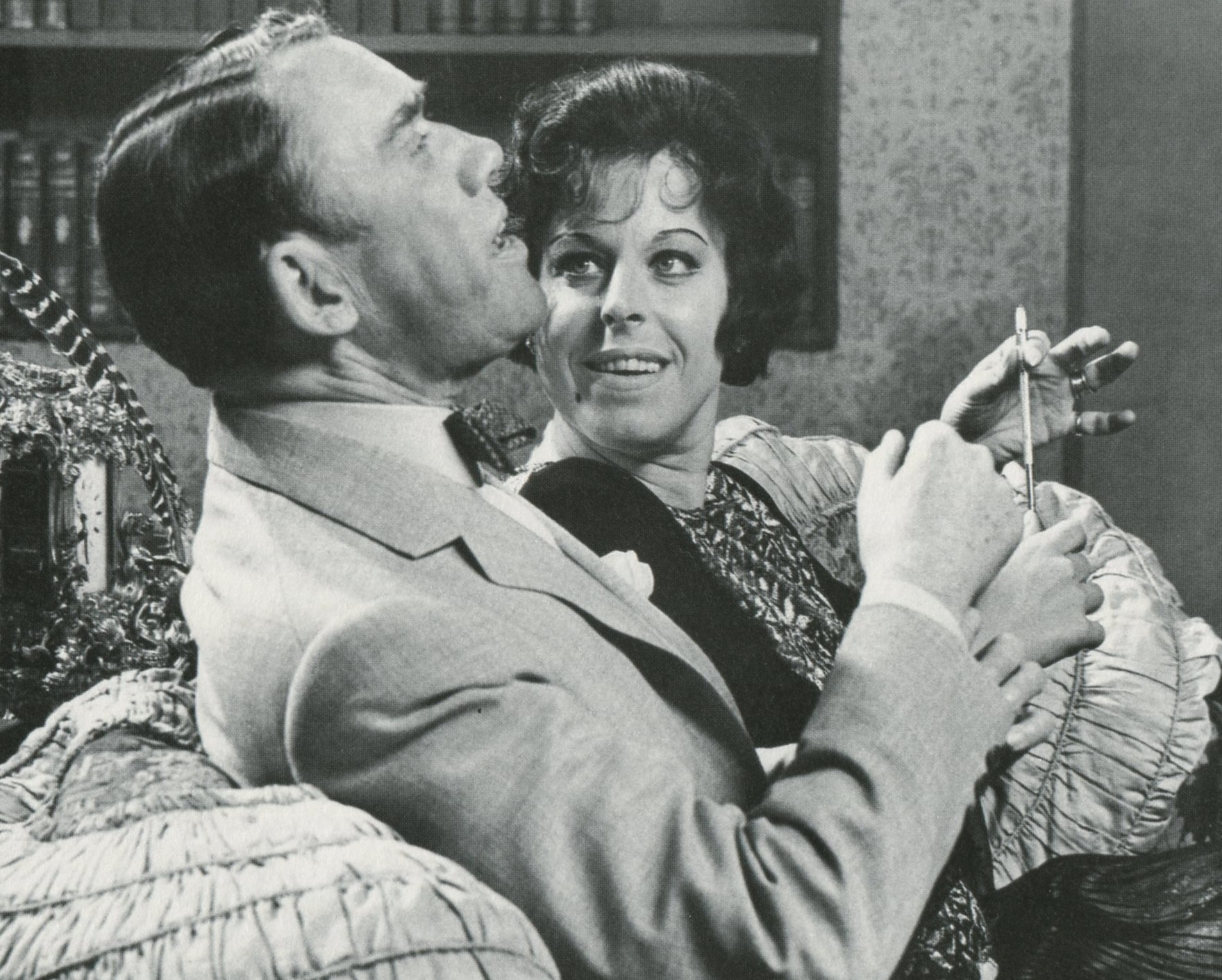
Margaretha Krook med Holger Löwenadler i Topaze 1963.

### Skådespelarkarriär
Under sin karriär kom hon ofta att kreera kraftfulla roller, som exempelvis Mor Courage, Gertrude Stein och Eugene O'Neills tredje hustru, Carlotta Monterey, i Lars Noréns Och ge oss skuggorna, som också filmades för SVT. Hon blev fast skådespelare på Dramaten 1962 och var kvar där fram till 1999.
Hon gjorde också ett flertal komiska roller, både på scen och film, bland annat som mamman i Gösta Ekmans film Morrhår och ärtor (1986) och förekom i flera av Tage Danielssons filmer som Släpp fångarne loss – det är vår! (1975), för vilken hon erhöll Guldbaggen för bästa kvinnliga huvudroll och Picassos äventyr (1978). Hon var även med i Hans Alfredsons och Povel Ramels krogshow Tingel tangel på Tyrol 1989–1990.
Insatserna i radions På minuten är också legendariska, men mest känt inom det komiska facket är kanske ändå hennes utrop "Hörruduru! Ta'rej i brasan!" i TV-sketchen "Skattkammarön". Hon tilldelades O'Neill-stipendiet 1974. För yngre generationer är hon även känd för sina klassiska inläsningar av Eva Bexells barnboksserie Morfar prosten, som finns utgivna på CD och kassett.
Åren 1997–2000 läste Krook Tennyssons "Nyårsklockan" vid nyårsfirandet på Skansen. Hon var där den första kvinnan i rollen som nationell nyårstalare.

### Död
Margaretha Krook avled av lungcancer på Ersta sjukhus i Stockholm. Hon är begravd i minneslunden på Galärvarvskyrkogården på Djurgården i Stockholm.

## Eftermäle

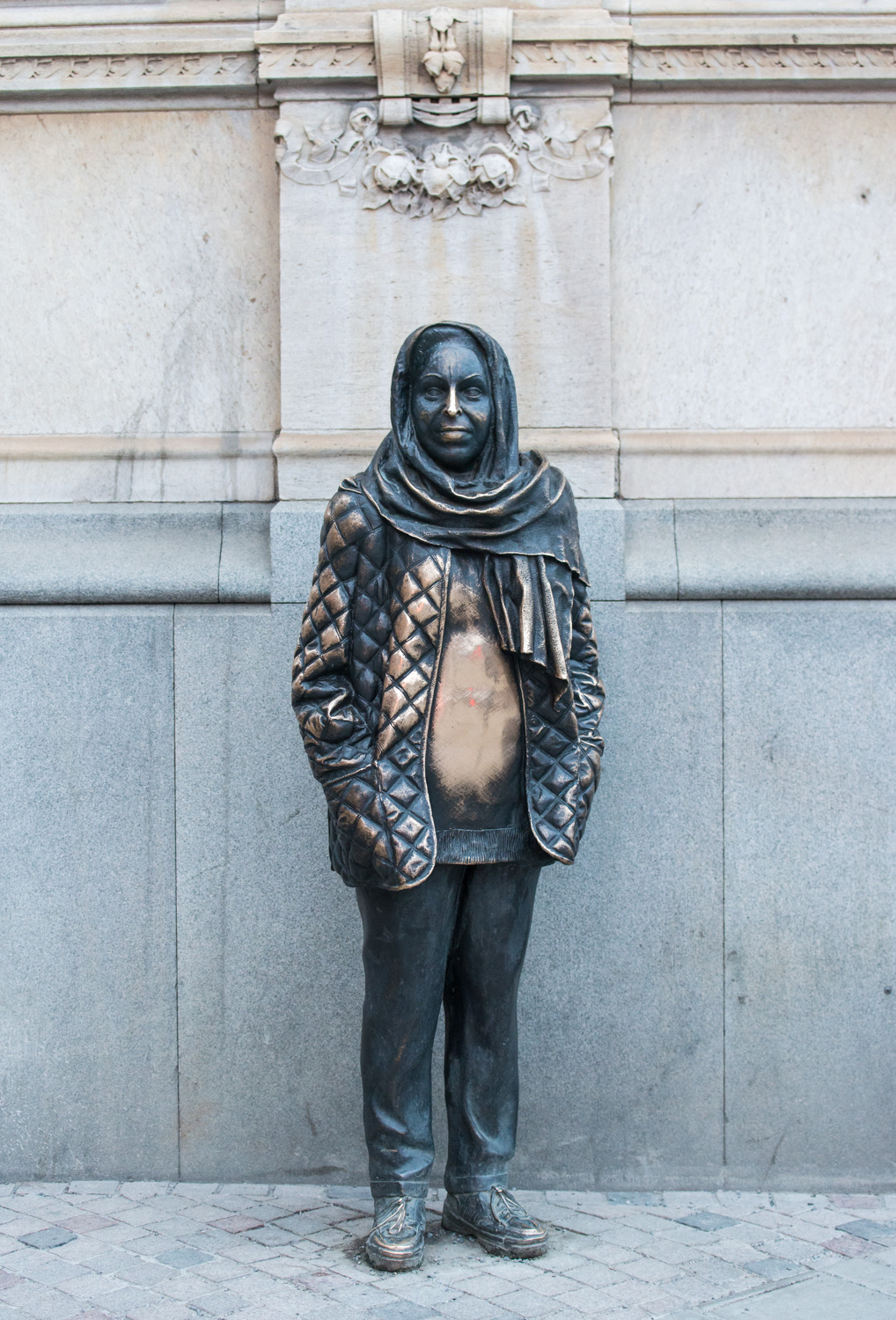
Margaretha Krooks staty utanför Dramaten i Stockholm.

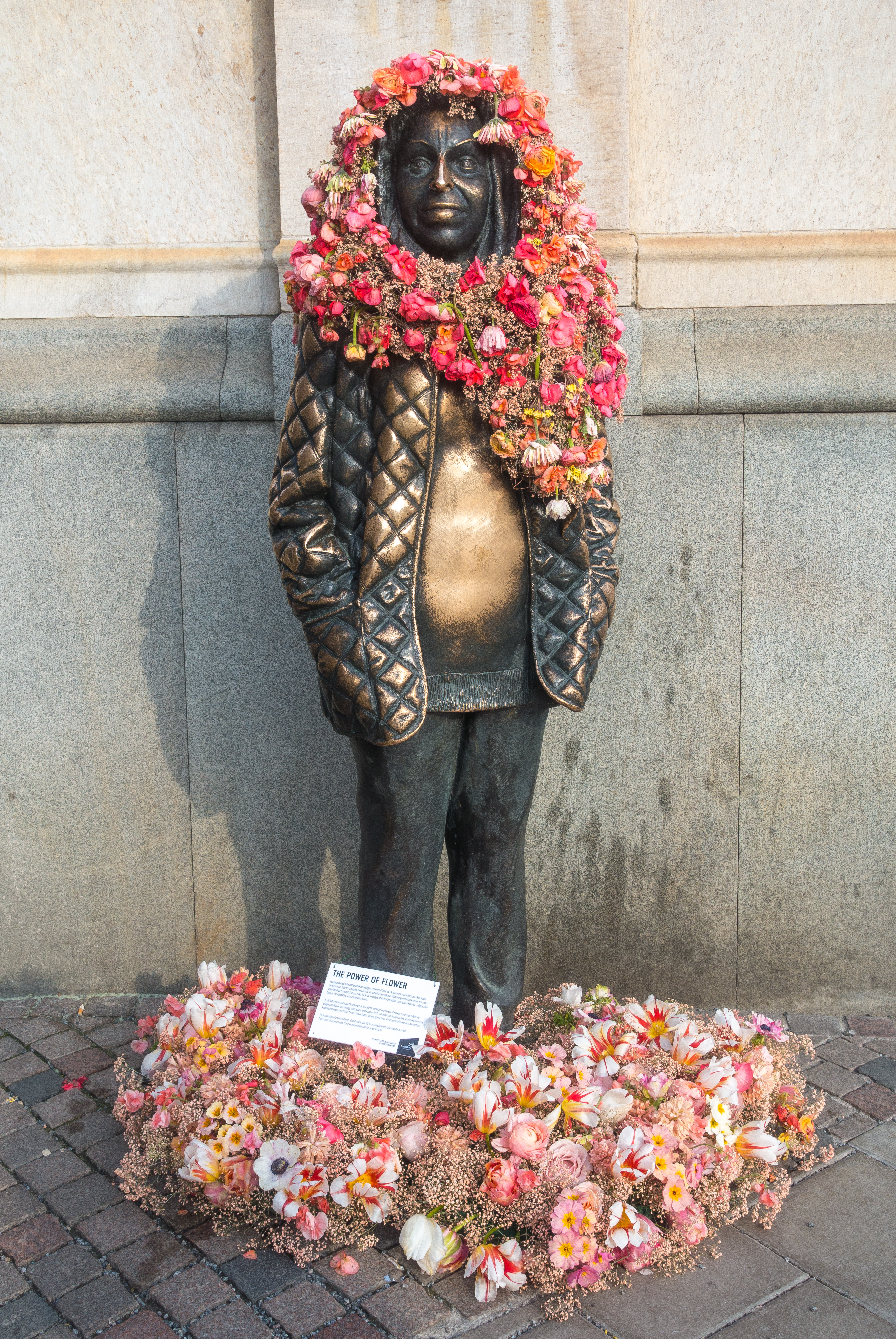
Margaretha Krook smyckad med blommor inför Internationella kvinnodagen som en påminnelse om, att enbart cirka 10 procent av Sveriges statyer föreställer namngivna kvinnor.

Strax efter hennes död uppfördes en porträttlik staty, Margaretha Krooks staty, utanför Dramaten i Stockholm föreställande skådespelaren. Statyn, som hålls ständigt uppvärmd, skapades på initiativ av Marie-Louise Ekman. Den står vid det hörn där Margaretha Krook brukade stå och röka före föreställningarna och är ett populärt objekt att bli fotograferad tillsammans med för turister.
Krook har även en gata uppkallad efter sig i Hägersten.

## Filmografi i urval
- 1949 – Bara en mor
- 1950 – Mamma gör revolution
- 1951 – Fröken Julie
- 1954 – Karin Månsdotter
- 1954 – Storm över Tjurö
- 1954 – Salka Valka
- 1958 – Nära livet
- 1961 – Swedenhielms (TV-teater)
- 1961 – Lek ej med kärleken (TV-teater)
- 1961 – Lita på mej, älskling!
- 1962 – Fru Warrens yrke (TV-teater)
- 1962 – Värmlänningarna
- 1963 – Adam och Eva
- 1963 – Topaze (TV-teater)
- 1964 – Bröllopsbesvär
- 1964 – Svenska bilder
- 1966 – Persona
- 1966 – Träfracken
- 1966 – Adamsson i Sverige
- 1968 – Bombi Bitt och jag (TV-serie)
- 1969 – Bokhandlaren som slutade bada
- 1969 – Res till Mallorca!
- 1970 – Ministern
- 1972 – Mannen som slutade röka
- 1972 – Hemma hos Karlssons (TV-serie)
- 1973 – Bröllopet
- 1974 – Vita nejlikan eller Den barmhärtige sybariten
- 1974 – Modern och stjärnan
- 1975 – Släpp fångarne loss – det är vår!
- 1978 – Picassos äventyr
- 1978 – En vandring i solen
- 1980 – Sverige åt svenskarna
- 1981 – Snacka går ju...
- 1981 – Sopor
- 1981 – Liten Karin (TV-serie)
- 1983 – Colombe (TV-teater)
- 1985 – De flygande djävlarna
- 1986 – Gösta Berlings saga (TV-serie)
- 1986 – Morrhår och ärtor
- 1989 – Jönssonligan på Mallorca
- 1990 – Den hemliga vännen
- 1990 – Kära farmor (TV-serie)
- 1991 – Duo jag (TV-serie)
- 1992 – Luciafesten
- 1992 – Den goda viljan
- 1993 – Nästa man till rakning (TV-serie)
- 1997 – Rika barn leka bäst
- 2000 – Gossip
- 2000 – Dinosaurier - röst till Eema
- 2000 – Brottsvåg (TV-serie)
- 2002 – Karlsson på taket - röst till fröken Bock

## Teater

### Roller
| År   | Roll                                           | Produktion                                                  | Regi                | Teater                           |
| ---- | ---------------------------------------------- | ----------------------------------------------------------- | ------------------- | -------------------------------- |
| 1948 | Bettsy Trotwood                                | David Copperfield Charles Dickens och Max Maurey            | Olle Hilding        | Dramaten                         |
| 1949 | Danserska                                      | Lycko-Pers resa August Strindberg                           | Göran Gentele       | Dramaten                         |
| 1949 | Letta                                          | En handelsresandes död Arthur Miller                        | Alf Sjöberg         | Dramaten                         |
| 1949 | Äpplegumman                                    | Sanningens pärla Zacharias Topelius                         | Keve Hjelm          | Dramaten                         |
| 1949 | Kvinnan                                        | En dag av tusen Maxwell Anderson                            | Olof Molander       | Dramaten                         |
| 1950 | Tatterskan                                     | Brand Henrik Ibsen                                          | Alf Sjöberg         | Dramaten                         |
| 1950 | Joséphine, tokiga frun i Concorde              | Tokiga grevinnan Jean Giraudoux                             | Olof Molander       | Dramaten                         |
| 1950 | Medverkande                                    | Erik XIV August Strindberg                                  | Alf Sjöberg         | Dramaten                         |
| 1950 | Fröken Fetterling, barnhemsföreståndarinna     | En radiobragd Charlotte Chorpenning                         | Arne Ragneborn      | Dramaten                         |
| 1951 | Mrs Shelby                                     | Onkel Toms stuga Harriet Beecher Stowe                      | Carl-Henrik Fant    | Dramaten                         |
| 1951 | Granris-Kajsa                                  | Amorina Carl Jonas Love Almqvist                            | Alf Sjöberg         | Dramaten                         |
| 1951 | Barbara, bondens hustru                        | Diamanten Friedrich Hebbel                                  | Rune Carlsten       | Dramaten                         |
| 1951 | Kören: Den hysteriska                          | Simon trollkarlen Tore Zetterholm                           | Arne Ragneborn      | Dramaten                         |
| 1952 | Tilda Knektabalja, sköka                       | De vises sten Pär Lagerkvist                                | Alf Sjöberg         | Dramaten                         |
| 1952 | Systern                                        | Furierna Enrique Suáres de Deza                             | Arne Ragneborn      | Dramaten                         |
| 1952 | Bagerskan                                      | Harlekino och Harlekina Else Fisher                         | Kurt-Olof Sundström | Dramaten                         |
| 1952 |                                                | Dans under stjärnorna Jean Anouilh                          | Johan Falck         | Norrköping-Linköping stadsteater |
| 1952 | Violet Vining                                  | När skymningen föll Lesley Storm                            | Keve Hjelm          | Norrköping-Linköping stadsteater |
| 1953 | Mor Aase                                       | Peer Gynt Henrik Ibsen                                      | Johan Falck         | Norrköping-Linköping stadsteater |
| 1953 | Sheila Wendice                                 | Slå nollan till polisen Frederick Knott                     | Keve Hjelm          | Norrköping-Linköping stadsteater |
| 1953 | Sjörövar-Jenny                                 | Tolvskillingsoperan Bertolt Brecht och Kurt Weill           | John Zacharias      | Norrköping-Linköping stadsteater |
| 1953 | Miss Briggs Mrs Jerome                         | Den ljuva timmen Anna Bonacci                               | Olof Thunberg       | Norrköping-Linköping stadsteater |
| 1954 | Viviane                                        | Kvinnor i skymning Sylvia Rayman                            | Ingrid Luterkort    | Norrköping-Linköping stadsteater |
| 1955 | Catherine Hübscher                             | Madame Sans-Gêne Victorien Sardou och Émile Moreau          | Johan Falck         | Helsingborgs stadsteater         |
| 1955 | Diana                                          | Fyrtal                                                      | Åke Engfeldt        | Helsingborgs stadsteater         |
| 1955 | Elisabeth                                      | Mayerlingdramat Maxwell Anderson                            | Johan Falck         | Helsingborgs stadsteater         |
| 1956 | Josefina Tecos                                 | El Matador Leslie Stevens                                   | Johan Falck         | Helsingborgs stadsteater         |
| 1956 | Mae Wilenski                                   | Urladdning Clifford Odets                                   | Gunnar Ekström      | Helsingborgs stadsteater         |
| 1956 | Hertiginnan de Maulevrier                      | Gröna fracken Gaston Arman de Caillavet och Robert de Flers | Johan Falck         | Helsingborgs stadsteater         |
| 1956 | Argia                                          | Drottningen och rebellerna Ugo Betti                        | Leo Golowin         | Helsingborgs stadsteater         |
| 1956 | Generalskan                                    | Toreadorvalsen Jean Anouilh                                 | Johan Falck         | Helsingborgs stadsteater         |
| 1957 | Maud von Degerfelt                             | Ett brott Sigfrid Siwertz                                   | Johan Falck         | Helsingborgs stadsteater         |
| 1961 | Varja, Ljubovs fosterdotter                    | Körsbärsträdgården Anton Tjechov                            | Bengt Ekerot        | Stockholms stadsteater           |
| 1963 | Ida Mortemart                                  | Victor eller När barnen tar makten Roger Vitrac             | Mimi Pollak         | Dramaten                         |
| 1963 | Anna Kopecka, värdinna på värdshuset "Bägaren" | Svejk i andra världskriget Bertolt Brecht                   | Alf Sjöberg         | Dramaten                         |
| 1963 | Fru Peachum                                    | Tiggarens opera John Gay                                    | Per-Axel Branner    | Dramaten                         |
| 1964 | Lai, altarslavinna                             | Tre knivar från Wei Harry Martinson                         | Ingmar Bergman      | Dramaten                         |
| 1964 | Änkan Quin                                     | Hjälten på den gröna ön John Millington Synge               | Lars-Erik Liedholm  | Dramaten                         |
| 1964 | Medverkande                                    | Å vilket härligt krig Charles Chilton                       | Jackie Söderman     | Dramaten                         |
| 1965 | Mutter Courage                                 | Mutter Courage Bertolt Brecht                               | Alf Sjöberg         | Dramaten                         |
| 1965 | Drottning Margareta                            | Yvonne, prinsessa av Bourgogne Witold Gombrowicz            | Alf Sjöberg         | Dramaten                         |
| 1966 | Medverkande                                    | I afton improviserar vi Luigi Pirandello                    | Mimi Pollak         | Dramaten                         |
| 1967 | Barbara                                        | Flickan i Montreal Lars Forssell                            | Jackie Söderman     | Dramaten                         |
| 1967 | Claire                                         | Balansgång Edward Albee                                     | Bo Widerberg        | Dramaten                         |
| 1967 | Alice                                          | Dödsdansen August Strindberg                                | Ulf Palme           | Dramaten                         |
| 1967 | Tjänarinnan Masken Förste spelaren             | Om fem år Federico Garcia Lorca                             | Donya Feuer         | Dramaten                         |
| 1970 | Fru Vesterlund                                 | Brända tomten August Strindberg                             | Alf Sjöberg         | Dramaten                         |
| 1971 | Signe                                          | Sol, vad vill du mig? Birger Norman                         | Ingvar Kjellson     | Dramaten                         |
| 1971 | Dorine                                         | Tartuffe Molière                                            | Mimi Pollak         | Dramaten                         |
| 1971 | Modern                                         | Modern Stanislaw Ignacy Witkiewicz                          | Alf Sjöberg         | Dramaten                         |
| 1972 | Gina                                           | Vildanden Henrik Ibsen                                      | Ingmar Bergman      | Dramaten                         |
| 1974 | Agrippina                                      | Britannicus Jean Racine                                     | Ernst Günther       | Dramaten                         |
| 1974 | Magdelone                                      | Den jäktade Ludvig Holberg                                  | Henning Moritzen    | Dramaten                         |
| 1975 | Medverkande                                    | Staden spelar upp! Carl Zetterström                         | Lars Amble          | Dramaten                         |
| 1977 | Sandwall, LKAB                                 | Ranstadvalsen Jan Guillou och Gunnar Ohrlander              | Margaretha Byström  | Dramaten                         |
| 1977 | Praskovja Drozdova                             | Onda andar Fjodor Dostojevskij                              | Ernst Günther       | Dramaten                         |
| 1979 | Alexandra Kollontaj                            | Kollontaj Agneta Pleijel                                    | Alf Sjöberg         | Dramaten                         |
| 1983 | Alice                                          | Dödsdansen August Strindberg                                | Göran Graffman      | Dramaten                         |
| 1985 | Gertrude Stein                                 | Gertrude Stein, Gertrude Stein, Gertrude Stein Marty Martin | Brigitte Ornstein   | Dramaten                         |
| 1987 | Barbro                                         | Titta det blöder Kristina Lugn                              | Staffan Roos        | Dramaten                         |
| 1988 | Fru Kristina, Olofs mor                        | Mäster Olof August Strindberg                               | Lennart Hjulström   | Dramaten                         |
| 1989 | Medverkande                                    | Tingel-tangel, revy Povel Ramel och Hans Alfredson          | Mikael Ekman        | Restaurang Tyrol                 |
| 1991 | Carlotta                                       | Och ge oss skuggorna Lars Norén                             | Björn Melander      | Dramaten                         |
| 1994 | Mumien                                         | Spöksonaten August Strindberg                               | Andrzej Wajda       | Dramaten                         |
| 1995 | A                                              | Tre långa kvinnor Edward Albee                              | Björn Melander      | Dramaten                         |
| 1996 | Adele von Ripa                                 | Fint folk Kent Andersson                                    | Thommy Berggren     | Dramaten                         |
| 1996 | Marotte                                        | De löjliga preciöserna Molière                              | Thommy Berggren     | Dramaten                         |
| 1997 | Maria                                          | Masterclass Terrence McNally                                | Björn Melander      | Dramaten                         |
| 1998 | Winnie                                         | Lyckliga dagar Samuel Beckett                               | Karl Dunér          | Dramaten                         |

## Priser och utmärkelser
- 1966 - Teaterförbundets Gösta Ekmanstipendium
- 1974 - Dramatens O'Neillstipendium
- 1975 - Den kungliga medaljen Litteris et artibus
- 1976 - Guldbaggen (för rollen i Släpp fångarne loss)
- 1978 - Svenska Dagbladets Thaliapris (för rollen i Kollontaj)
- 1993 - Svenska Akademiens teaterpris
- 1995 - Den kungliga medaljen Illis quorum
- 1998 – Teaterförbundets guldmedalj[11]

## Bilder

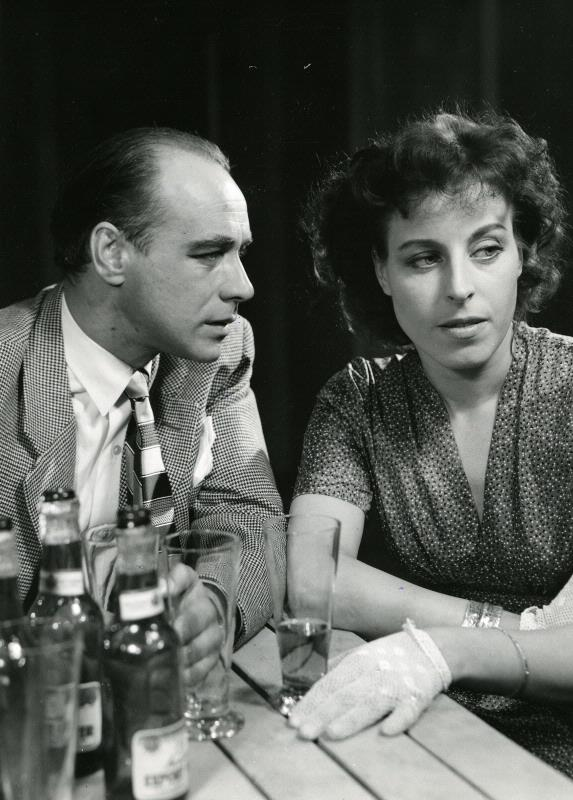
Olof Bergström och Margaretha Krook i Urladdning på Helsingborgs stadsteater 1956.
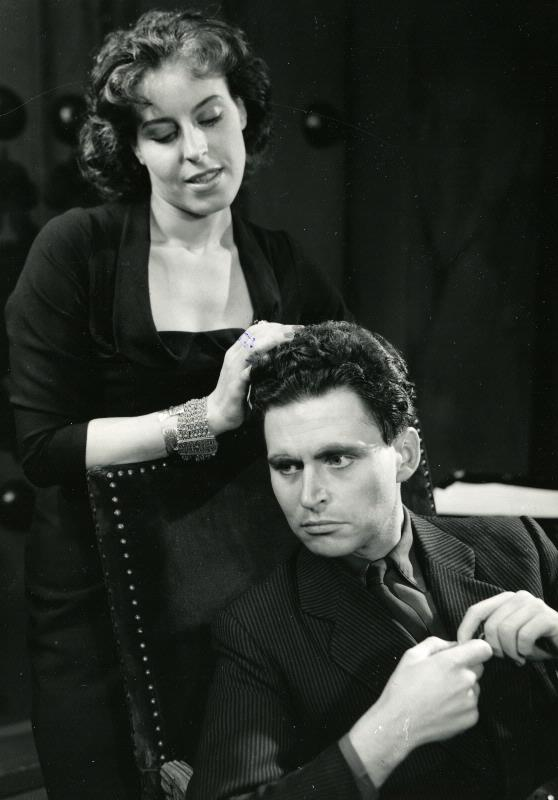
Krook och Claes Sylwander i Drottningen och rebellerna på Helsingborgs stadsteater 1956.